# Exclusivisme
 (décembre 2018).
Si vous disposez d'ouvrages ou d'articles de référence ou si vous connaissez des sites web de qualité traitant du thème abordé ici, merci de compléter l'article en donnant les références utiles à sa vérifiabilité et en les liant à la section « Notes et références ».
L'exclusivisme est une attitude ou une mentalité qui consiste à poser des frontières ou des critères exclusifs en estimant que ceux-ci peuvent garantir la cohésion et la stabilité dans un ensemble ou un groupe de personnes. 

## Exclusivisme social
- Discriminations, ethnisme, racisme, etc.
- Exclusion sociale

## Exclusivisme économique
- Élitisme
- Noblesse, aristocratie

## Exclusivisme théologique
- Extra Ecclesiam Nulla Salus, hors de l'Église point de salut
- Peuple élu
- Prédestination, persévérance des saints